# Les Ruines de Nîmes, Orange et Saint-Rémy-de-Provence
Les Ruines de Nîmes, Orange et Saint-Rémy-de-Provence est un tableau du peintre de ruines Hubert Robert sur des vestiges de la Gaule, une grande peinture à l'huile à rapprocher de sa série des Principaux Monuments de la France. Il fait partie des réserves de la Gemäldegalerie (Berlin).

## Genre
Conformément à nombre de ses tableaux, si la réalité architecturale se mesure dans les détails des ruines, « Robert des ruines » mélange allègrement les lieux pour en faire un espace imaginaire de fantaisie. 

## Sujets réels
À gauche : la Maison Carrée de Nîmes et ses arènes; 
À droite : l'arc de triomphe d'Orange (Vaucluse) et, dans l'ombre, le temple de Diane de Nîmes;
Au centre dans le lointain : le pont du Gard, les « antiques » de Saint-Rémy-de-Provence : l'Arc de triomphe et le mausolée de Glanum.